# 苹果園駅
苹果園駅（へいかえん-えき）は、中華人民共和国北京市石景山区に位置する北京地下鉄の駅。
長らく当駅から福寿嶺駅方面は一般開放されておらず、事実上1号線の起点駅であったが、福寿嶺駅 - 当駅間については一般開放が予定されている。
「苹果園」はリンゴ園を意味するが、これは周辺の地名に基づくものである。

そのため特に、この駅の周辺にリンゴ園があるという訳ではない。

## 利用可能な鉄道路線
1号線、6号線、S1線が乗り入れている。
苹果園交通ターミナル建設に伴い、1号線は2020年4月18日より営業を休止している。

## 歴史
- 1969年10月1日 - 1号線開業。ただし、乗車できるのは公務員のみだった。
- 1977年 - 一般市民に開放。
- 1980年 - 外国人も使用可能になった。
- 2018年12月30日 - 6号線金安橋駅 - 海淀五路居駅間開業。ただし、当駅のホームは未供用。
- 2020年4月18日 - 苹果園交通ターミナル建設に伴う工事のため、1号線の営業を休止。
- 2021年12月31日
  - 6号線ホーム供用開始。
  - S1線金安橋駅 - 当駅間開業。

## 駅構造
地上2階にS1線改札口、地上3階にS1線ホーム、地下2階に6号線改札口、地下3階に6号線ホームがある。出口はE〜Jの6ヶ所あるが、G出口は工事中のため利用できない。
工事開始前は地下2階に1号線ホームがあり、出口はA〜Dの4ヶ所であった。

### のりば
案内上ののりば番号は設定されていない。
| 6号線ホーム (B3F) | 6号線ホーム (B3F) | 6号線ホーム (B3F)  |
| ----------------- | ----------------- | ------------------ |
| 西方向            | 6号線             | 金安橋方面         |
| 東方向            | 6号線             | 潞城方面           |
| S1線ホーム (3F)   |                   |                    |
| 西方向            | S1線              | 石廠方面           |
| 東方向            | S1線              | （降車専用ホーム） |

## 駅周辺
- 金頂村
- 首鋼医院
- 首鋼職工大学
- 苹果園街道弁事所
- 苹果園小区

## 隣の駅
北京地下鉄
 1号線（営業休止中）
福寿嶺駅 (関係者専用駅) - 苹果園駅 - 古城駅
 6号線
金安橋駅 - 苹果園駅 - 楊荘駅
 S1線
金安橋駅 - 苹果園駅